# گروبمینگ
گروبمینگ (به آلمانی: Gröbming) یک منطقهٔ مسکونی در اتریش است که در Expositur Gröbming واقع شده‌است. گروبمینگ ۶۶٫۹۴ کیلومتر مربع مساحت دارد ۷۷۰ متر بالاتر از سطح دریا واقع شده‌است.